# Gesegnet & verflucht
Gesegnet & verflucht ist das 18. Studioalbum des deutschen Sängers Nino de Angelo, das im Februar 2021 erschien.

## Entstehung und Veröffentlichung
Die Erstveröffentlichung von Gesegnet & verflucht erfolgte am 26. Februar 2021 bei Ariola. Das Album erschien in seiner Originalausführung als CD sowie zum Download und Streaming mit 13 Titeln (Katalognummer: 19439827162). Am 10. September desselben Jahres erschien die sogenannte „Helden Edition“ mit sieben Bonustiteln (Katalognummer: 19439934112). Im Februar 2022 folgte die „Träumer Edition“, die ebenfalls 20 Titel umfasst, jedoch über eine abweichende Titelliste verfügt (Katalognummer: 19439934092). Ebenfalls am 11. Februar 2022 erschien das Album erstmals als LP-Ausführung (Katalognummer: 19439934101).
Geschrieben wurden alle Lieder von wechselnden Autoren, de Angelo selbst war beim Schreibprozess von 16 Liedern beteiligt. Für die Produktion aller Lieder zeichneten Chris Harms und Benjamin Lawrenz verantwortlich, wobei Harms auch als Autor agierte.

## Titelliste

### Standard
| Nr. | Titel                                       | Autor(en)                                                    | Produzent(en)                    | Länge |
| --- | ------------------------------------------- | ------------------------------------------------------------ | -------------------------------- | ----- |
| 1.  | Sag es meinem Herzen bitte nicht            | Lalo Titenkov, Nino de Angelo                                | Chris Harms, Benjamin Lawrenz    | 3:51  |
| 2.  | Gesegnet und verflucht                      | Nino de Angelo, Chris Harms, Corvin Bahn                     | Chris Harms, Benjamin Lawrenz    | 4:06  |
| 3.  | Zeit heilt keine Wunden                     | Nino de Angelo, Chris Harms, Corvin Bahn                     | Chris Harms, Benjamin Lawrenz    | 4:29  |
| 4.  | Equilibrium                                 | Nino de Angelo, Chris Harms, Corvin Bahn                     | Chris Harms, Benjamin Lawrenz    | 3:43  |
| 5.  | Angel Lost In Paradise (feat. Scarlet Dorn) | Nino de Angelo, Chris Harms, Anthony J. Brown, Corvin Bahn   | Chris Harms, Benjamin Lawrenz    | 3:56  |
| 6.  | Ich bin dein Vampir                         | Uwe Scholz, Tomas de Niero                                   | Chris Harms, Benjamin Lawrenz    | 3:51  |
| 7.  | Romeo & Juliet                              | Nino de Angelo, Chris Harms, Corvin Bahn                     | Chris Harms, Benjamin Lawrenz    | 3:32  |
| 8.  | Der Panther (feat. Chris Harms)             | Nino de Angelo, Rainer Maria Rilke, Chris Harms, Corvin Bahn | Chris Harms, Benjamin Lawrenz    | 3:50  |
| 9.  | Sonnenkind                                  | Nino de Angelo, Chris Harms, Corvin Bahn                     | Chris Harms, Benjamin Lawrenz    | 3:54  |
| 10. | Colonia                                     | Nino de Angelo, Peter Antonius Schmitz                       | Chris Harms, Benjamin Lawrenz    | 4:07  |
| 11. | Brennender Engel                            | Nino de Angelo, Chris Harms, Corvin Bahn                     | Chris Harms, Benjamin Lawrenz    | 4:22  |
| 12. | Denn wir wissen nicht was wir tun           | Nino de Angelo, Chris Harms, Corvin Bahn                     | Chris Harms, Benjamin Lawrenz    | 4:06  |
| 13. | Jenseits von Eden (Version 2021)            | Drafi Deutscher, Chris Evans, Joachim Horn-Bernges           | Elmar Kast, Joachim Horn-Bernges | 3:53  |

### Helden Edition
| Nr. | Titel                                       | Autor(en)                                                    | Produzent(en)                    | Länge |
| --- | ------------------------------------------- | ------------------------------------------------------------ | -------------------------------- | ----- |
| 1.  | Der göttliche Plan                          | Nino de Angelo, Chris Harms, Corvin Bahn                     | Chris Harms, Benjamin Lawrenz    | 4:00  |
| 2.  | Helden                                      | Lalo Titenkov, Nino de Angelo, Chris Harms, Corvin Bahn      | Chris Harms, Benjamin Lawrenz    | 3:41  |
| 3.  | Frei wie der Wind                           | Chris Harms, Athanasios Toutziaridis                         | Chris Harms, Benjamin Lawrenz    | 4:25  |
| 4.  | Hallelujah                                  | Nino de Angelo, Chris Harms, Corvin Bahn                     | Chris Harms, Benjamin Lawrenz    | 3:56  |
| 5.  | Nur Du                                      | Nino de Angelo, Chris Harms, Corvin Bahn                     | Chris Harms, Benjamin Lawrenz    | 4:00  |
| 6.  | Veni vidi vici                              | Nino de Angelo, Chris Harms, Corvin Bahn                     | Chris Harms, Benjamin Lawrenz    | 4:12  |
| 7.  | Sag es meinem Herzen bitte nicht            | Lalo Titenkov, Nino de Angelo                                | Chris Harms, Benjamin Lawrenz    | 3:51  |
| 8.  | Gesegnet und verflucht                      | Nino de Angelo, Chris Harms, Corvin Bahn                     | Chris Harms, Benjamin Lawrenz    | 4:06  |
| 9.  | Zeit heilt keine Wunden                     | Nino de Angelo, Chris Harms, Corvin Bahn                     | Chris Harms, Benjamin Lawrenz    | 4:29  |
| 10. | Equilibrium                                 | Nino de Angelo, Chris Harms, Corvin Bahn                     | Chris Harms, Benjamin Lawrenz    | 3:43  |
| 11. | Angel Lost In Paradise (feat. Scarlet Dorn) | Nino de Angelo, Chris Harms, Anthony J. Brown, Corvin Bahn   | Chris Harms, Benjamin Lawrenz    | 3:56  |
| 12. | Ich bin dein Vampir                         | Uwe Scholz, Tomas de Niero                                   | Chris Harms, Benjamin Lawrenz    | 3:51  |
| 13. | Romeo & Juliet                              | Nino de Angelo, Chris Harms, Corvin Bahn                     | Chris Harms, Benjamin Lawrenz    | 3:32  |
| 14. | Der Panther (feat. Chris Harms)             | Nino de Angelo, Rainer Maria Rilke, Chris Harms, Corvin Bahn | Chris Harms, Benjamin Lawrenz    | 3:50  |
| 15. | Sonnenkind                                  | Nino de Angelo, Chris Harms, Corvin Bahn                     | Chris Harms, Benjamin Lawrenz    | 3:54  |
| 16. | Colonia                                     | Nino de Angelo, Peter Antonius Schmitz                       | Chris Harms, Benjamin Lawrenz    | 4:07  |
| 17. | Brennender Engel                            | Nino de Angelo, Chris Harms, Corvin Bahn                     | Chris Harms, Benjamin Lawrenz    | 4:22  |
| 18. | Denn wir wissen nicht was wir tun           | Nino de Angelo, Chris Harms, Corvin Bahn                     | Chris Harms, Benjamin Lawrenz    | 4:06  |
| 19. | Jenseits von Eden (Version 2021)            | Drafi Deutscher, Chris Evans, Joachim Horn-Bernges           | Elmar Kast, Joachim Horn-Bernges | 3:55  |
| 20. | Gesegnet und verflucht (Ensemble Version)   | Nino de Angelo, Chris Harms, Corvin Bahn                     | Chris Harms, Benjamin Lawrenz    | 4:06  |

## Rezensionen
Für Sven Kabelitz, Musikkritiker von laut.de, befand: „[…] Nino De Angelo bleibt auch auf "Gesegnet Und Verflucht" ein Getriebener, der sich nach seinem außergewöhnlichen Start musikalisch nie gefunden hat und unschlüssig durch die Genres stolpert.“

## Kommerzieller Erfolg

### Chartplatzierungen
| ChartsChartplatzierungen | Höchstplatzierung | Wochen |
| ------------------------ | ----------------- | ------ |
| Deutschland (GfK)        | 2 (62 Wo.)        | 62     |
| Österreich (Ö3)          | 2 (25 Wo.)        | 25     |
| Schweiz (IFPI)           | 8 (21 Wo.)        | 21     |

| ChartsJahrescharts (2021) | Platzierung |
| ------------------------- | ----------- |
| Deutschland (GfK)         | 26          |
| Österreich (Ö3)           | 54          |

| ChartsJahrescharts (2022) | Platzierung |
| ------------------------- | ----------- |
| Deutschland (GfK)         | 81          |

### Auszeichnungen für Musikverkäufe
| Land/Region        | Auszeichnungen für Musikverkäufe (Land/Region, Auszeichnung, Verkäufe) | Verkäufe |
| ------------------ | ---------------------------------------------------------------------- | -------- |
| Deutschland (BVMI) | Gold                                                                   | 100.000  |
| Insgesamt          | 1× Gold ·                                                              | 100.000  |